# Región de Berbice Oriental-Corentyne
Berbice Oriental-Corentyne (región 6) es una región en Guyana que cubre el conjunto del este del país. Tiene una superficie de 36 234 km². Limita con el océano Atlántico al norte, la república de Surinam al este, el Brasil al sur y con las regiones de Mahaica-Berbice, y de Alto Demerara-Berbice, de Potaro-Siparuní y de Alto Tacutu-Alto Esequibo al oeste. Las ciudades en la región incluyen a Nueva Ámsterdam, a Corriverton, a Mara y a Rose Hall.
El río Corentyne forma el conjunto de la frontera del este con Surinam, aunque la sección situada más al sur es territorio disputado con Surinam conocido como el triángulo del río Nuevo (New River Triangle) o región de Tigri.

## Población
Según censo 2002 tenía una población de 123 695 habitantes, estimándose al año 2010 una población de 113 956 habitantes.
- 1980: 152,386
- 1991: 142,541
- 2002: 123,695
- 2012: 109,431[3]

## Subdivisión territorial
Comprende 16 consejos vecinales democráticos (en inglés: Neighbourhood Democratic Councils - NDC), tres municipios y dos áreas no clasificadas.
| Tipo de subdivisión         | Nombre                                    | Código estadístico | Localidad sede  |
| --------------------------- | ----------------------------------------- | ------------------ | --------------- |
| Consejo vecinal democrático | Jackson Creek/Crabwood Creek              | 601                | Crabwood Creek  |
| Consejo vecinal democrático | Villa n.º 74/Villa n.º 52                 | 602                | N.º 54          |
| Consejo vecinal democrático | Villa n.º 51/Good Hope                    | 603                | N.º 47 Village  |
| Consejo vecinal democrático | Joppa/Macedonia                           | 604                | Eversham        |
| Consejo vecinal democrático | Tarlogie/Maida                            | 605                | Tarlogie        |
| Consejo vecinal democrático | Bush Lot/Adventure                        | 606                | Kildonan        |
| Consejo vecinal democrático | Hogstye/Lancaster                         | 607                | Alness          |
| Consejo vecinal democrático | Whim/Bloomfield                           | 608                | Bloomfield      |
| Consejo vecinal democrático | John/Port Mourant                         | 609                | Port Mourant    |
| Consejo vecinal democrático | Hampshire/Kilcoy                          | 610                | Albion          |
| Consejo vecinal democrático | Fyrish/Gibraltar                          | 611                | Fyrish          |
| Consejo vecinal democrático | Borlam (N.º 37)/Kintyre                   | 612                | Bohemia         |
| Consejo vecinal democrático | N.º 38/Ordnance Fortlands                 | 613                | Cumberland      |
| Consejo vecinal democrático | Cane Field/Enterprise                     | 614                | Cane Field      |
| Consejo vecinal democrático | Black Bush Polder land Development Scheme | 615                | Mibicuri        |
| Consejo vecinal democrático | Enfield/New Doe Park                      | 616                | Sisters         |
| Municipio                   | Corriverton                               | 617                | Corriverton     |
| Municipio                   | Rose Hall                                 | 618                | Rose Hall       |
| Municipio                   | Nueva Ámsterdam                           | 619                | Nueva Ámsterdam |
| Área no clasificada         | Río Corentyne                             | 620                | -               |
| Área no clasificada         | Ribera oriental del río Berbice (*1)      | 622                | -               |

(*1) Incluye el Triángulo del Río Nuevo o Región de Tigri (New River Triangle), que es un territorio bajo control de Guyana pero que Surinam disputa. Tiene una superficie de 15 603 km².